# Хома, Михаил Степанович
Михаи́л Степа́нович Хома́ (укр. Миха́йло Степа́нович Хома́; род. 20 ноября 1983, Бортники, Львовская область, Украинская ССР, СССР), более известный как Дзидзьо — украинский певец, автор песен, актёр, кинорежиссёр, продюсер. Фронтмен и основатель группы «DZIDZIO». Заслуженный артист Украины (2020). Амбассадор Сборной Украины по футболу.

## Биография

### Ранние годы
Отец — Хома Степан Алексеевич, ветеринар, окончил Львовский ветеринарный университет. Мать — Хома (Маркуль) Галина Яновна, технолог печатной полиграфии, окончила Полиграфический техникум.
Родился Михаил 20 ноября 1983 года в посёлке Бортники, Львовской области. Детство певца прошло в этом посёлке, впоследствии в 4-летнем возрасте с родителями переехал в Новояворовск. В 1991 году поступил в Новояворовскую школу №1, параллельно родители отдали сына в музыкальную школу на вокально-хоровой отдел в этом же городе. Первым преподавателем вокала была Емельян Леся Николаевна. Она открыла для Михаила мир академического вокала.
В юном возрасте Михаила называли Робертино Лоретти, потому, что участвовал во всех концертах в музыкальной школе и концертах города. Первым весомым достижением в жизни артиста стала первая премия на конкурсе имени Петра Чайковского (1995 год). Михаилу нравилась классическая и эстрадная музыка, кумиром юного артиста того времени, был эстрадный певец Иван Попович, в этом году отец Михаила случайно познакомился с ним и предложил прослушать своего сына. По совету Ивана Поповича Михаил Хома начал заниматься вокалом с Михаилом Русином в Яворове. Артист прошёл мощную и выносливую школу, за что обязан Михаилу Михайловичу Русину. Именно он начал подготовку Хомы к концертам и конкурсам.
В этот период Михаил Хома стал победителем многих конкурсов и фестивалей: Конкурс им. Петра Чайковского (первая премия), Золотые трембиты (1996 год), «Спеваночка-джазочка» (1996 год, первая премия), «Вечера над Латорицей» (первая премия), «Пивоиграй» (гран-при), «Цветы Прикарпатья» (гран-при), «Черноморские игры» (2000 год, вторая премия), «Молодая Галичина» (1996 год первая премия, 1999 год, гран-при) и другие.
В 1997 году отец Михаила, Степан скончался. Хома остаётся на воспитании бабушки и дедушки.
После окончания музыкальной школы поступил во Львовское музыкальное училище имени С. П. Людкевича, где учился на дирижёрском факультете. Преподавателем Михаила была Максимович Оксана Ивановна. Заведующим этим факультетом была жена Кос-Анатольского — Надежда.

### 2000-е
После дирижёрского факультета поступает в Киевский национальный университет культуры и искусств, с целью продолжения развития эстрадного вокала. Проучившись 2 года на дневном стационаре, переводится на заочную форму и возвращается во Львов.
В 2004 году во Львове Михаил создает группу «Друзья», с которой выступал на свадьбах и частных мероприятиях. В коллективе участвовали: Василий Була, Ярослава Хома (Притула), Сергей Лыба, Роман Кулик, Назарий Гук, Игорь Гринчук, Орест Жук. Группа получила широкую огласку, была образцом для других коллективов. Параллельно начинает преподавать вокал для детей на собственной студии во Дворце культуры «Кристалл».
Так же Хома сотрудничал с группой «Меркурий» (коллектив Таможенной службы Украины), в которой солистом был Василий Була. Из-за сотрудничества с этим коллективом он получил приглашение на работу.
Михаил прошёл стажировку на таможне в пункте пропуска Краковец. Поняв, что основное призвание музыка – прервал стажировку и продолжил музыкальную карьеру.
В 2008 году Михаил записал кавер-версию песни «Календар», авторами которой были Андрей Кузьменко и Олег Турко. Услышав этот вариант, Кузьменко предложил сделать кавер-версию на песню «Старі фотографії». Впоследствии на неё снимают видеоклип. Михаил инициирует название «Дзидзьо», именно так называли его деда-поляка Маркуля Яна Казимировича. Кузьменко поддержал, однако впоследствии по его рекомендации образ «Дзидзьо» приостанавливается, создается группа «Sex Shop Boys», в которой Михаил является солистом группы.
Параллельно выступая на корпоративах с группой «Друзья», Михаил как руководитель, в перерывах развлекает своих друзей смешными историями, используя надсянский говор и голос «старого деда». Так и образовались монологи Дзидзьо, которые впоследствии приобрели широкую популярность путем передачи через инфракрасный порт.
В 2009 году Михаила приглашают выступить на приватном мероприятии, именно там он знакомится с Анатолием Безухом, будущим продюсером DZIDZIO. С тех пор логотип пишется на латыни. Его создал (визуализацию) Роман Чериба, подарив его на день рождения. В этом же году группа DZIDZIO начинает новый виток. Группа Sex Shop Boys, не просуществовав года, прекращает свою деятельность.

### 2010-е
В 2010 году Андрей Кузьменко создает песню «Ялта», после чего по общему согласию перестает сотрудничать с группой Sex Shop Boys, а Анатолий Безух становится продюсером группы DZIDZIO.
Группа DZIDZIO во главе с Михаилом Хомой активно гастролирует и выпускает новые авторские песни, подкрепляет их авторскими короткометражками, получающими всенародную любовь. Именно они становятся толчком к полнометражному кино.

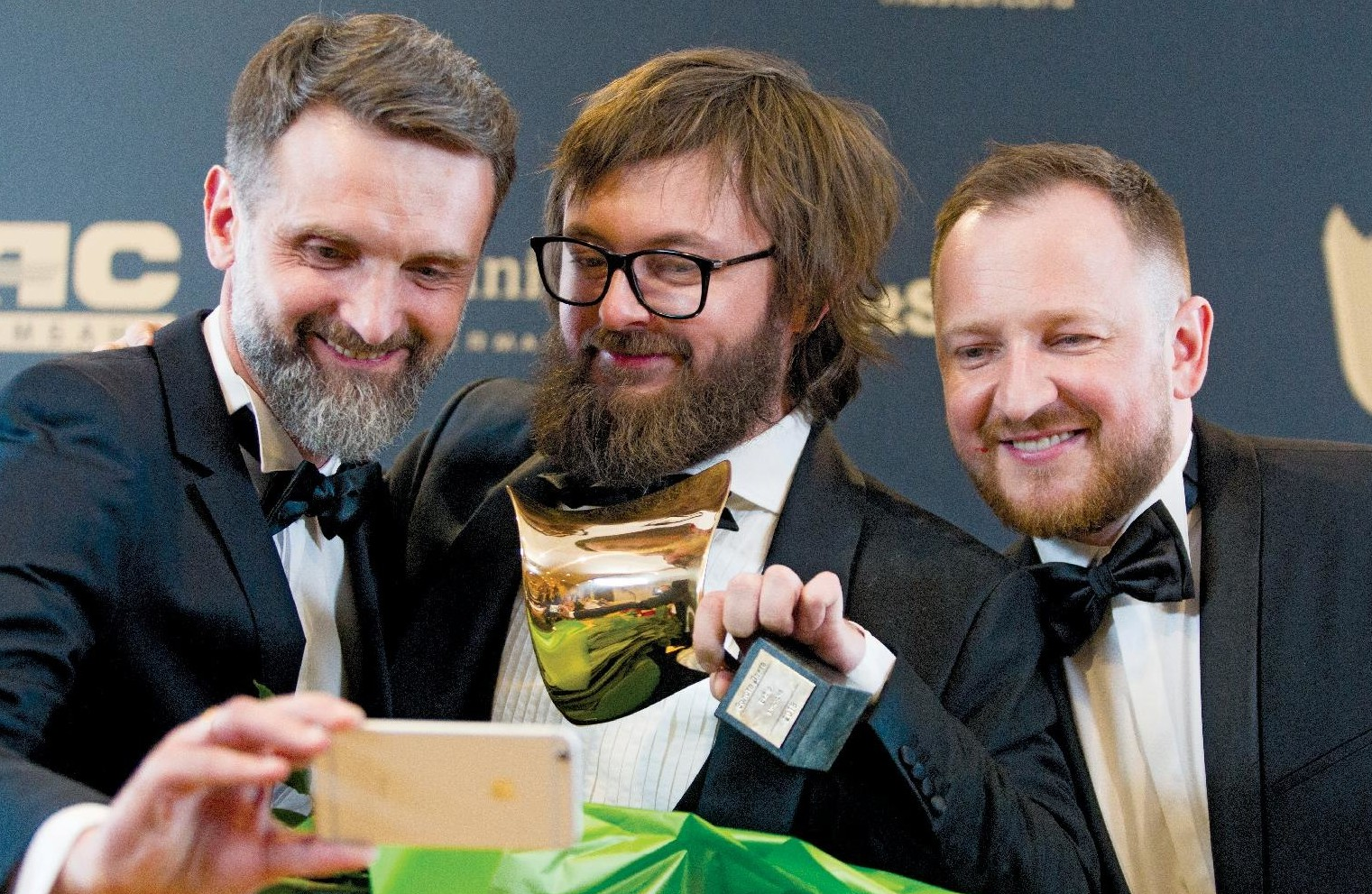
Хома на премии «Золотая дзига»

18 мая 2013 года произошло выдающееся событие в жизни Михаила, он с группой DZIDZIO отыграл сольный концерт на стадионе Арена Львов и первый из украинского шоубизнеса собрал аудиторию более 25 тысяч человек.
В 2016 году Михаил работает над своим первым полнометражным фильмом «DZIDZIO Контрабас». Артист выступает в роли автора идеи, продюсера, сценариста и главного героя фильма. Именно она одержала победу в номинации «Выбор зрителя» по версии премии «Золотая дзига». Так же «DZIDZIO Контрабас» установил рекорд кассовых сборов среди украинских фильмов.
В 2018 году DZIDZIO в очередной раз собирает стадион Арена Львов из мега-шоу «Super-puper», приуроченного к выходу нового альбома.
Так же артист выступает в роли режиссёра, автора идеи, продюсера и исполнителя главной роли в новом полнометражном фильме «DZIDZIO: Первый раз». Данная кинолента получила две награды премии Золотая дзига (3-я церемония вручения) в номинации «Премия зрительских симпатий» и «Лучший звукорежиссёр».

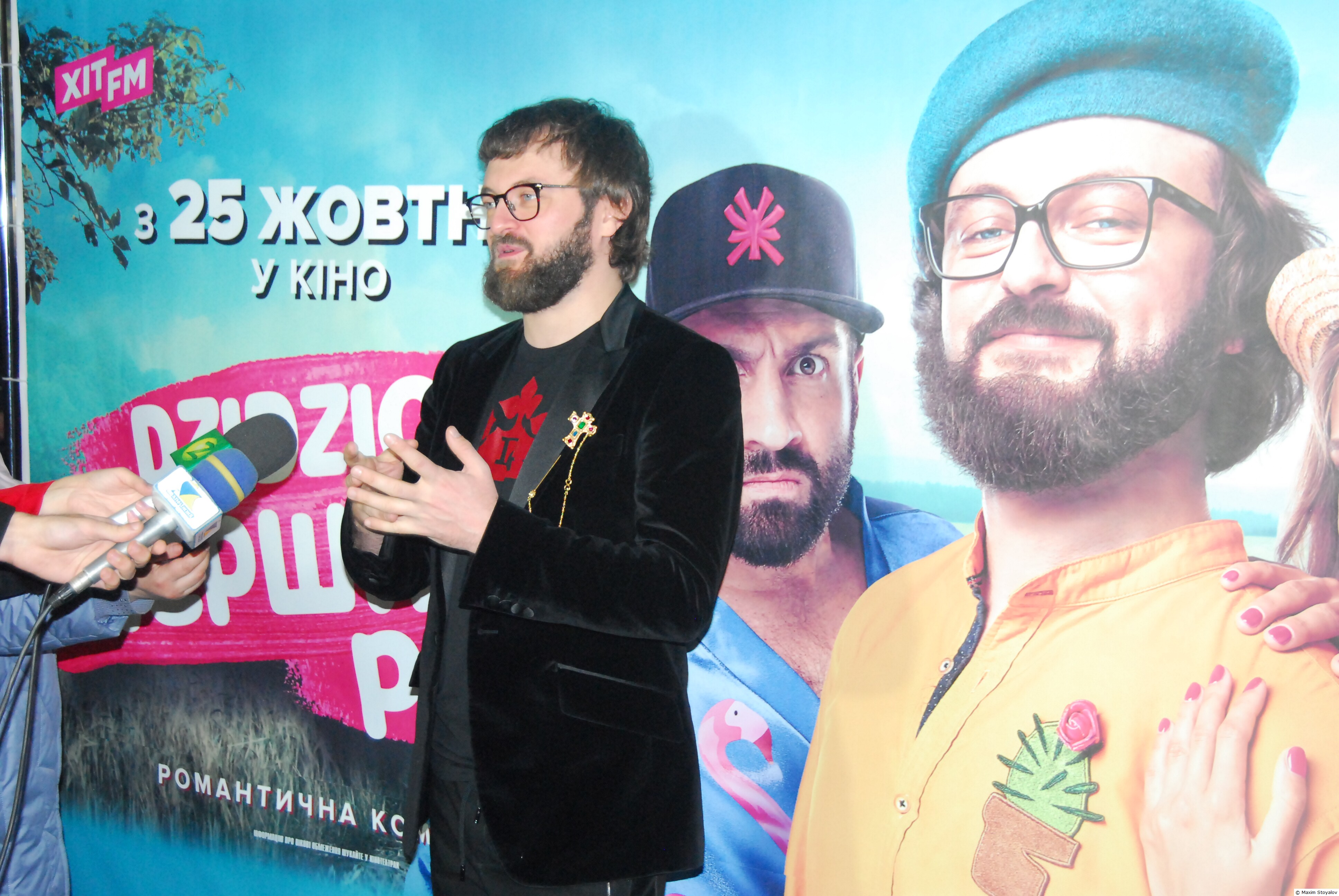
Михаил на презентации фильма «DZIDZIO: Первый раз» в 2018 году

20 ноября 2018 года Хома по случаю своего дня рождения, в рамках тура «Super-puper» собрал столичный Дворец спорта и аудиторию более 10 тысяч человек. В шоу впервые в Украине использовали 400 квадратных метров цельного светодиодного экрана и мощные световые приборы.
В 2019 году Михаил исполнил Гимн Украины перед матчем сборных Украины и Литвы, чем удивил поклонников и звёздных коллег. С тех пор стал послом Сборной Украины по футболу.
В конце года артист начал работу над большим проектом, соединившим обновлённую версию гимна Украины и запись духовного гимна Украины — «Боже Великий Єдиний». К созданию записи Михаил привлек 100 молодых музыкантов под руководством дирижёра Оксаны Лынив.

### 2020-е
В 2020 году Михаил представил видеоклип на духовный гимн Украины «Молитва за Україну». Работа над записью продолжалась в киевском Доме звукозаписи, где можно одновременно записать более 100 музыкантов и хористов. Дирижёром проекта выступила Оксана Лынив.
24 августа 2020 года исполнил гимн Украины на торжествах по случаю Дня Независимости Украины и был награждён званием Заслуженный артист Украины.
В январе 2021 года стал членом звёздных детективов на ТРК Украина в шоу «Маска».
В феврале 2022 года стал ведущим развлекательного шоу «Игры Талантов» вместе с Тиной Кароль и Юлией Саниной.

## Личная жизнь
Жена – львовянка, певица Ярослава Притула, известная под сценическим псевдонимом SLAVIA. Поженились в ноябре 2013 года. С будущей женой Михаил познакомился во время конкурса «Молодая Галичина», впоследствии они пели вместе в группе «Друзья». В апреле 2021 года Михаил заявил о разводе.

## Дискография

### Синглы
| №  | Название                | Композитор        | Автор текста         |
| -- | ----------------------- | ----------------- | -------------------- |
| 1  | Вихідний                | М. Хома           | М. Хома              |
| 2  | Я і Сара                | М. Хома           | М. Хома              |
| 3  | 108                     | М. Хома           | М. Хома, Я. Товстига |
| 4  | Павук                   | М. Хома           | М. Хома, В. Парфенюк |
| 5  | Каділак                 | М. Хома           | М. Хома              |
| 6  | Сусіди                  | М. Хома           | М. Хома              |
| 7  | Банда-Банда             | М. Хома           | М. Хома              |
| 8  | Не матюкайся            | М. Хома           | М. Хома, В. Парфенюк |
| 9  | Я їду до мами           | М. Хома           | М. Хома              |
| 10 | Я міліонер              | М. Хома           | М. Хома              |
| 11 | Я люблю, Київ           | М. Хома           | М. Хома              |
| 12 | Моя любов               | М. Хома           | М. Хома              |
| 13 | Зимова казка            | М. Хома           | М. Хома              |
| 14 | Мені повезло            | М. Хома           | М. Хома              |
| 15 | Сама-сама               | М. Хома, О. Турко | М. Хома, О. Турко    |
| 16 | Кобіта                  | М. Хома           | В. Баранов           |
| 17 | Буську                  | М. Хома, О. Турко | М. Хома, О. Турко    |
| 18 | Ja cie kocham           | М. Хома, О. Турко | М. Хома, О. Турко    |
| 19 | Das ist gut fantastisch | М. Хома, О. Турко | М. Хома, О. Турко    |
| 20 | ХА-ХА-ХА                | М. Хома, О. Турко | М. Хома              |
| 21 | 3 в 1                   | М. Хома           | М. Хома              |
| 22 | Ja cie kocham           | М. Хома, О. Турко | М. Хома, О. Турко    |
| 23 | Птахоподібна            | М. Хома           | М. Хома              |
| 24 | Marsik                  | М. Хома           | М. Хома, В. Парфенюк |
| 25 | Марічка                 | С. Сабадаш        | М. Ткач              |

## Фильмография

### Короткометражные
| Год  | Название                   | Режиссёр          | Оператор          | Автор сценария    |
| ---- | -------------------------- | ----------------- | ----------------- | ----------------- |
| 2016 | MARSIK (без цензуры)       | М. Хома           | О. Рощин          | М. Хома           |
| 2015 | Я еду к маме               | М. Хома           | О. Рощин          | М. Хома           |
| 2014 | Ангелы чудятся             | М. Хома, Т. Дронь | О. Рощин          | М. Хома           |
| 2014 | Паук (без цензуры)         | М. Хома, Т. Дронь | О. Поздняков      | М. Хома           |
| 2013 | Письмо Николаю             | М. Хома, Т. Дронь | М. Хома, Т. Дронь | М. Хома           |
| 2013 | Полная срака (без цензуры) | В. Шурубура       | В. Шурубура       | М. Хома           |
| 2013 | Рождение легенды (м/ф)     | студия KEMEO      | студия KEMEO      | студия KEMEO      |
| 2012 | ХА-ХА-ХА (без цензуры)     | В. Шурубура       | В. Шурубура       | М. Хома           |
| 2012 | Кадиллак (без цензуры)     | В. Шурубура       | В. Шурубура       | М. Хома, О. Турко |
| 2011 | Сама-самая (без цензуры)   | В. Шурубура       | В. Шурубура       | М. Хома           |

### Фильмы
| Год  | Название           | Режиссёр                 | Оператор         | Автор сценария                                                                                                  |
| ---- | ------------------ | ------------------------ | ---------------- | --- |
| 2017 | DZIDZIO Контрабас  | Олег Борщевский          | Дмитрий Юриков   | - Владимир Нагорный, - Михаил Хома, - Сергей Лавренюк, - Павел Сушко                                            |
| 2018 | DZIDZIO Первый раз | Михаил Хома, Тарас Дронь | Александр Рощин  | - Михаил Хома, - Тарас Дронь, - Сергей Лыба, - Диана Юраш                                                       |
| 2021 | Звезды по обмену   | Алексей Даруга           | Тимофей Аврамчук | - Артур Петров, - Сергей Касторных                                                                              |
| 2021 | ГДЕ ДЕНЬГИ         | Михаил Хома              | Юрий Король      | - Сергей Алимов, - Тарас Дронь, - Сергей Лыба, - Павел Остриков, - Кирилл Тимченко, - Михаил Хома, - Диана Юраш |

### Сериалы
| Год  | Название      | Роль          | Заметки    |
| ---- | ------------- | ------------- | ---------- |
| 2015 | Слуга народа  | Камео         | телесериал |
| 2019 | Отмороженный  | Главный актёр | телесериал |
| 2020 | Великие Вуйки | Камео         | телесериал |

## Телевидение
| Год       | Название              | Роль     | Заметки                         |
| --------- | --------------------- | -------- | ------------------------------- |
| 2013      | Пой если сможешь      | Ведущий  | Вокально-развлекательный проект |
| 2016-2017 | У Украины есть талант | Судья    | Танцевальное шоу                |
| 2019      | Голос. Дети           | Тренер   | Конкурс молодых исполнителей    |
| 2019      | Танцы со звездами     | Участник | Танцевальное шоу                |
| 2021      | Маска                 | Детектив | Развлекательное шоу             |

## Награды и премии
- 1995 г. премия на вокальном конкурсе имени Петра Чайковского.
- 1996 г. стал лауреатом I премии конкурса «Молодая Галичина».
- 1999 г. стал лауреатом гран-при фестиваля «Молодая Галичина»[33].
- 2018 г. Фильм DZIDZIO Контрабас награждён «Золотой дзигой» в номинации «Выбор зрителя»[34].
- 2019 г. Фильм DZIDZIO Первый раз награждён двумя Золотыми дзигами в номинациях: «Лучший звук» и «Премия зрительских симпатий»[35].
- 2020 г. Заслуженный артист Украины[36].